# Сакмарский сельсовет (Оренбургская область)
Сакмарский сельсовет — сельское поселение в Сакмарском районе Оренбургской области Российской Федерации.
Административный центр — село Сакмара.

## История
Статус и границы сельского поселения установлены Законом Оренбургской области от 2 сентября 2004 года № 1424/211-III-ОЗ «О наделении муниципальных образований Оренбургской области статусом муниципального района, городского округа, городского поселения, установлении и изменении границ муниципальных образований».

## Население
| 2010  | 2012  | 2013  | 2014  | 2015  | 2016  | 2017  |
| ----- | ----- | ----- | ----- | ----- | ----- | ----- |
| 5068  | ↗5084 | ↘5070 | ↘5064 | ↘5033 | ↘5017 | ↘5003 |
| 2018  | 2019  | 2020  | 2021  |       |       |       |
| ↗5008 | ↘4999 | ↘4962 | ↗5613 |       |       |       |

## Состав сельского поселения
| № | Населённый пункт | Тип населённого пункта       | Население |
| - | ---------------- | ---------------------------- | --------- |
| 1 | Рыбхоз           | село                         | ↘20       |
| 2 | Сакмара          | село, административный центр | ↗5593     |